# Rib Mountain (Ontario)
Rib Mountain is een berg in de provincie Ontario in Canada. De berg ligt in de regio Temagami in Northeastern Ontario tussen de meren Rib Lake en Friday Lake.